# Riot grrrl
Riot grrrl é um movimento punk feminista underground que teve inicio no início da década de 1990 em Olympia, Washington e no Noroeste Pacífico e se expandiu para pelo menos 26 outros países. É um movimento de subcultura que combina uma visão social feminista com um estilo musical e politico punk. É frequentemente associado com a terceira onda do feminismo, movimento nascido a partir do movimento Riot Grrrl. Tem sido também descrito como um gênero musical que nasceu do indie rock, com a cena punk servindo de inspiração para um movimento musical em que mulheres poderiam se expressar da mesma maneira que homens faziam há anos. Segundo Liz Naylor, que se tornaria a manager da banda riot grrrl Huggy Bear:
"Houve muita raiva e automutilação. Em um sentido simbólico, as mulheres estavam cortando e destruindo a imagem estabelecida de feminilidade, derrubando-a agressivamente."
Bandas Riot Grrrl frequentemente abordam questões como estupro, violência doméstica, sexualidade, racismo, patriarcado e empoderamento feminino. Algumas das primeiras bandas associadas ao movimento são Bikini Kill, Bratmobile, Heavens to Betsy, Excuse 17, Slant 6, Emily's Sassy Lime, Huggy Bear e Skinned Teen e Sleater-Kinney. Também foram incluídos grupos queercore como Team Dresch e Third Sex.
Para além da cena musical, riot grrrl tornou-se também uma subcultura envolvendo um ethos faça-você-mesmo, zines, arte e ativismo político. O movimento rapidamente se espalhou muito além de suas raízes musicais, criando um movimento grassroots, anti-discriminação racial, sexual e etário vasto, por meio de zines, ambientes virtuais e encontros físicos baseados no feminismo da quarta onda para lutar contra as formas interseccionais de preconceito e opressão, especialmente violência física e emocional de gênero. Riot grrrls são conhecidas por realizar reuniões, criar coletivos, apoiar e organizar mulheres na música, bem como na arte criada por pessoas trans, gays, lésbicas e outras comunidades.

## História
O movimento riot grrrl originou-se no início dos anos 1990, quando um grupo de mulheres de Olympia, Washington, realizou uma reunião sobre sexismo em suas cenas punk locais. A palavra “girl” (menina) foi usada intencionalmente no nome para focar na infância, periodo em que as crianças têm a mais forte auto-estima e crença em si mesmas. As Riot grrrls então adicionaram um "R" rosnando, substituindo o "I" na palavra como uma forma tornar o termo depreciativo ou agressivo. As grafias de "R" duplos e triplos também são aceitos.
As cenas musicais de Seattle e Olympia, Washington, tinham uma estrutura sofisticada de faça você mesmo (DIY). Mulheres envolvidas em cenas de música underground local aproveitaram essa plataforma para articular suas crenças e desejos feministas criando zines (fanzines, abreveção de "magazines" ou revistas). Embora o modelo de zines com temas políticos já tenha sido usado na cultura punk como uma cultura alternativa (para o mainstream), as zines   das riot grrrls também deixaram um legado na escrita feminista auto publicada que permitiu que as mulheres circulassem ideias que de outra forma não seriam publicadas. Na época, havia desconforto entre muitas mulheres da cena musical que sentiam que não tinham espaço para se organizar devido à natureza excludente e dominada pelos homens da cultura punk da época. Muitas mulheres descobriram que, embora se identificassem com a subcultura maior e orientada para a música do punk rock, muitas vezes tinham pouca ou nenhuma voz em suas cenas locais. As mulheres nas cenas punk de Washington assumiram a responsabilidade de representar seus próprios interesses artisticamente através da nova subcultura riot grrrl.
As bandas Riot grrrl foram influenciadas por artistas do punk feminino e rock mainstream da década de 1970 até meados da década de 1980. Embora muitos desses músicos não foram originalmente associados uns aos outros durante sua época pois vinham de uma variedade de origens e estilos diferentes, foram eles que criaram muitas das características musicais e temáticas das riot grrrls. Esses artistas incluem The Slits, Kim Deal, Kim Gordon, Joan Jett, Poly Styrene, Janis Joplin e Siouxsie Sioux, entre outros. Sobre Kim Gordon, em particular, Kathleen Hanna observou: "Ela foi uma precursora, musicalmente [...] Só saber que uma mulher estava em uma banda negociando vocais, tocando baixo e sendo uma artista visual ao mesmo tempo me fez sentir menos sozinha."

### Noroeste Pacífico e Washington, DC
Olympia, Washington, teve um forte legado artístico e cultural feminista que influenciou o início do riot grrrl. No início dos anos 1980, Stella Marrs, Dana Squires e Julie Fay fundaram a loja Girl City, apoiando a criação de arte e performances feministas. Foram diversos artistas que contribuíram para a formação do movimento. A K Records é uma das peças chaves para o nascimento deste movimento. O primeiro lançamento da gravadora em 1982 foi um dos marcos, uma fita cassete da primeira banda de Heather Lewis, Supreme Cool Beings, gravada durante o período em que estudou no Evergreen State College, um ano antes de ajudar a fundar o Beat Happening. Em 1985, The Go Team formou-se com Tobi Vail, então com quinze anos. A banda iria colaborar com músicos da cena Olympia que estão inerentemente ligados ao movimento riot grrrl: Donna Dresch, Lois Maffeo e Billy "Boredom" Karren. Karren era uma musicista que migrava de banda em banda e foi no The Go Team que ela e Vail tocaram juntos pela primeira vez, depois colaborando em várias outras bandas que incluíam Bikini Kill e The Frumpies. Maffeo apresentou um programa de rádio centrado nas mulheres na estação de rádio comunitária KAOS de Olympia, sendo também considerado uma das peças chaves para a criação do movimento Candice Pedersen, outra proeminente influenciadora do movimento estagiou na K Records em 1986 enquanto estava no The Evergreen State College se tornando sócia em 1989.
Em 1987, dois artigos sobre o tema das mulheres no rock seriam publicados na Puncture, zine de Portland, Oregon, editado por Katherine Spielmann e Patty Stirling. De autoria da funcionária da Rough Trade, Terri Sutton, esses artigos se tornaram o que é considerado por alguns como o principal textos sobre o ethos da riot grrrl. O artigo, "Women, Sex and Rock ’n’ Roll" é considerado particularmente importante como manifesto do movimento riot grrrl. Sutton continuaria dizendo, em “Women In Rock: An Open Letter”, escrito em 1988, “Para mim, rock and roll é sobre luxúria, luxúria por sentimento; então, o pior que posso dizer sobre uma banda é que eles são chatos. É por isso que é tão crucial que as mulheres subam no palco e transmitam – inspirem alguma emoção.”
Enquanto isso, na região de Washington, DC, a fã do Beat Happening, Erin Smith, começou sua zine Teenage Gang Debs em 1987. Em 1988, duas mulheres de DC que haviam participado de bandas punk femininas anteriormente – Sharon Cheslow do Chalk Circle e Amy Pickering do Fire Party – uniram forças com Cynthia Connolly e Lydia Ely para organizar discussões em grupo com foco nas diferenças de gênero e sexismo no punk da comunidade de DC. Os resultados foram publicados na edição de junho de 1988 do Maximum Rock 'n' Roll. Em novembro de 1988, Connolly publicou o livro Banned in DC: Photos and Anecdotes From the DC Punk Underground (79–85) através de sua pequena editora Sun Dog Propaganda, co-editado com Cheslow, Ely e Leslie Clague. Essas conversas e o livro lançaram as bases para o riot grrrl quando as meninas do Bikini Kill e Bratmobile vieram para DC em 1991. No outono de 1989, Erin Smith visitou Olympia e conheceu Maffeo através de Calvin Johnson do Beat Happening. Johnson estava no The Go Team com Vail e era co-proprietário da K Records com Candice Pedersen. No final de 1989, Cheslow começou a publicar sua zine Interrobang?! com foco em punk e sexismo. Logo na primeira edição, publicou uma entrevista com Nation of Ulysses (NOU). Vail viu uma cópia desta edição e ficou instantaneamente cativada pela estética de NOU.
Vail começou a publicar sua zine Jigsaw em 1988, na mesma época em que Donna Dresch começou sua zine Chainsaw. Os zines tornaram-se então o principal meio de expressão; Laura Sister Nobody escreveu em sua zine Sister Nobody: "Nós, somos mulheres que sabemos que algo está acontecendo - algo que parece um segredo agora, mas não vai ficar como segredo por muito mais tempo." Na época, Vail estava trabalhando em uma lanchonete com Kathi Wilcox, que ficou impressionada com o interesse de Vail em "garotas em bandas, especificamente", incluindo uma ênfase agressiva em questões feministas. Enquanto isso, em 1989, Kathleen Hanna co-fundou o coletivo de arte Olympia Amy Carter e a galeria feminista Reko Muse, ambos com Tammy Rae Carland e Heidi Arbogast. No verão de 1989, o espaço recebeu The Go Team, Babes in Toyland e Nirvana. Hanna também estagiou no SafePlace, um abrigo de violência doméstica em Olympia e provedor de atendimentos para vítimas de abuso/agressão sexual, para o qual ela fez aconselhamento, fez apresentações em escolas secundárias locais e iniciou um grupo de discussão para adolescentes. Hanna encontrou uma cópia da zine Jigsaw em 1989 e encontrou ressonância com a escrita de Vail. Hanna começou a contribuir para a zine, enviando entrevistas para a Jigsaw enquanto estava em turnê com a banda Viva Knieval em 1990. Na Jigsaw, Vail escreveu sobre "grrls zangadas", rimando a palavra "girl" com "growl" (grunhido). Algumas edições de Jigsaw foram arquivadas na Universidade de Harvard como um recurso de pesquisa junto com outras zines de contracultura. Depois de dois meses em turnê no verão de 1990, a banda de Hanna, Viva Knievel, acabou. Hanna então começou a colaborar com Vail depois de assistir a uma apresentação do The Go Team e conhecer Vail, a cabeça por trás da zine Jigsaw. Donna Dresch mais tarde começou uma gravadora sob o nome Chainsaw e formou a banda queercore Team Dresch. Na zine Chainsaw #2 ela escreveu: "Neste momento, talvez, Chainsaw seja sobre Frustração. Frustração na música. Frustração em viver, em ser uma garota, em ser homo, em ser um desajustado de qualquer tipo... toda a coisa do punk rock veio em primeiro lugar."
Molly Neuman (de Washington D.C.) e Allison Wolfe (de Olympia) da banda Bratmobile se conheceram no outono de 1989 enquanto moravam lado a lado em dormitórios na Universidade de Oregon em Eugene, Oregon, e viajavam para Olympia nos fins de semana. Eles leram a zine Jigsaw de Tobi Vail pela primeira vez em janeiro de 1990 e na mesma época conheceram Kathleen Hanna. Durante as férias de inverno de 1990-91, Neuman retornou a Washington, DC, onde sua família morava e criou a primeira edição da zine Girl Germs. Corin Tucker da Heavens to Betsy criou o nome da banda durante este período em Eugene, no verão de 1990, posteriormente mudou-se para Olympia naquele outono para frequentar o Evergreen State College. Kathleen Hanna e suas amigas Tobi Vail e Kathi Wilcox, que também estudavam na Evergreen, recrutaram Billy Karren para formar o Bikini Kill no outono de 1990. Neuman e Wolfe fizeram seu primeiro show no Dia dos Namorados de 1991 no Surf Club em Olympia, depois que Calvin Johnson do estúdio K Records as convidou para tocar em um show com Bikini Kill e Some Velvet Sidewalk. Enquanto trabalhava em um documentário sobre a cena musical de Olympia, Corin Tucker foi a este show e entrevistou Neuman e Wolfe. Hanna, Vail e Wilcox criaram também uma zine feminista intitulada Bikini Kill nas suas primeiras turnês em 1991.
A terceira edição do zine Jigsaw de Tobi Vail, publicado em 1991, depois que ela passou um tempo em Washington D.C., tinha o subtítulo "angry grrrl zine". Na primavera de 1991, Sharon Cheslow criadora da zine Interrobang?! estava morando em San Francisco e recebeu cartas de Ian MacKaye e de Tim Green da Nation of Ulysses, informando-a sobre a banda Bikini Kill e as zines "angry grrrl". Naquela primavera de 1991, Neuman e Wolfe passaram as férias de primavera em DC e lá formaram a Bratmobile com Erin Smith, Christina Billotte (da Autoclave) e Jen Smith. Bikini Kill excursionou com Nation of Ulysses em maio/junho de 1991, encontrando em DC com a Bratmobile. Foi aqui que Neuman e Wolfe criaram a primeira edição da zine riot grrrl. Em agosto de 1991, muitas dessas bandas se reuniram na International Pop Underground Convention, um festival criado em Olympia pela K Records. A primeira noite do evento ficou conhecida como "Girl Night". Corin Tucker fez seu primeiro show naquela noite, na guitarra e vocais, dando início à banda Heavens to Betsy com Tracy Sawyer na bateria. Escrevendo mais tarde sobre aquele verão, Melissa Klein (colega de casa de Wolfe na época) disse: "A raiva e o questionamento das mulheres jovens fomentou e ardeu até se tornar uma reunião total de impulso em direção à ação ... Bikini Kill promoveu 'Revolution Girl Style Now' e 'Stop the J-Word Jealousy From Killing Girl Love'." À medida que esse ideal se espalhava por meio das turnês das bandas, zines e no boca a boca, coletivos do movimento riot grrrl surgiram em todo os EUA.
Bikini Kill e outras bandas frequentemente evitavam a atenção dos principais meios de comunicação devido ao medo de que o riot grrrl fosse fosse cooptado por empresas corporativas. Nas poucas entrevistas que deram, elas muitas vezes fizeram o movimento parecer maior do que era, alegando que a cena musical existia em cidades muito além de seu escopo real. Isso encorajou as feministas a procurar essas cenas e quando elas não conseguiam encontrá-las, elas as criavam por conta própria, ampliando ainda mais o escopo do riot grrrl. Em julho de 1992, a primeira Convenção Riot Grrrl reuniu pessoas em D.C. para um fim de semana de apresentações e workshops sobre temas como estupro, sexualidade, racismo, violência doméstica e autodefesa. Em 1994, riot grrrl foi descoberto pelo mainstream e Bikini Kill foi cada vez mais referenciada como as pioneiras do movimento.

### Bikini Kill
Kathleen Hanna, Tobi Vail e Kathi Wilcox estudavam no Evergreen State College em Olympia, Washington, no final dos anos 80. Hanna trabalhava na Reko Muse, uma pequena galeria de arte coletiva que frequentemente recebia bandas locais para fazer shows entre as exposições de arte. Lá ela conheceu Vail depois de contratar sua banda, a The Go Team. Naquela época, Vail escrevia o zine Jigsaw e trabalhava com a amiga Wilcox. Vail escreveu na época na zine Jigsaw:

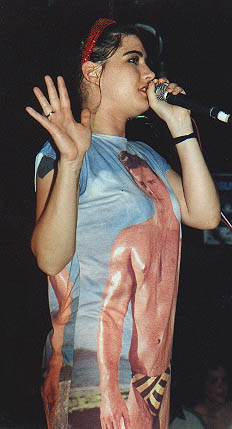
Kathleen Hanna com Bikini Kill em 17 de janeiro de 1996 em Sydney

Sinto-me completamente excluído do reino de tudo o que é tão importante para mim. E eu sei que isso é em parte porque o punk rock é para e por garotos principalmente e em parte porque o punk rock desta geração está amadurecendo em uma época de bandas com objetivos de carreira irracionais.
Com Billy Karren, Bikini Kill lançou um cassete de demos durante o verão de 1991 intitulado Revolution Girl Style Now. Hanna, Vail e Wilcox também começaram a colaboração na zine Bikini Kill durante suas primeiras turnês em 1991. A banda escreveu músicas de forma colaborativa e encorajou um ambiente centrado no feminino em seus shows, pedindo às mulheres que viessem à frente do palco e distribuíssem folhas de letras. Bikini Kill teve como objetivo inspirar mais mulheres a se juntarem à cena punk dominada por homens. Hanna também mergulhava na multidão no estilo Stage diving para remover pessoalmente os homens que a agrediam verbal e fisicamente durante os shows. No entanto, o alcance da banda atraiu um grande público masculino, além do público-alvo feminino.
Depois de lançar o EP Bikini Kill no selo independente Kill Rock Stars em 1992, Bikini Kill começou a estabelecer seu público. As membras do Bikini Kill também começaram a colaborar com outros músicos de alto perfil, incluindo Joan Jett, cuja música Hanna descreveu como um dos primeiros exemplos da estética riot grrrl. Jett produziu os singles "New Radio" e "Rebel Girl" para a banda depois que as membras da Bikini Kill ouviram "Activity Grrrl", uma música que Jett escreveu sobre a banda. O álbum de estreia de Bikini Kill, Pussy Whipped, lançado em 1993, incluía a música "Rebel Girl". A canção se tornou uma das canções de assinatura de Bikini Kill, bem como um hino amplamente reconhecido para o movimento riot grrrl. "O hino inesquecível", como Robert Christgau o chamou no seu lançamento, recebeu ampla aclamação da crítica, mas nunca entrou para um chart devido ao seu lançamento independente. Foi chamado de "clássico" e elogiado como parte "do rock-n-roll mais vital da época". O segundo álbum do Bikini Kill, Reject All American, foi lançado em 1996, e a banda se separou no ano seguinte.

Apesar da aclamação tardia, na época a banda foi criticada por excluir os homens e até a Rolling Stone descreveu o primeiro álbum do Bikini Kill como "birras uivantes e idiotas que dão vontade de vomitar". “Minha piada é sempre tipo, eu não apenas bati no teto de vidro, eu pressionei meus [seios] nus contra ele”, disse Hanna sobre aquela época. Bikini Kill pediu por um "apagão da mídia", para que parassem de retratar pejorativamente a banda, devido às suas percepções errôneas sobre o movimento. O pioneirismo da banda ainda perdura, mas, como lembra Hanna:
[Bikini Kill foi] muito difamado durante os anos 90, odiado por muitas pessoas e acho que isso foi meio que escrito fora da história. As pessoas estavam jogando correntes em nossas cabeças – as pessoas nos odiavam – e era muito, muito difícil estar naquela banda.

### Bratmobile

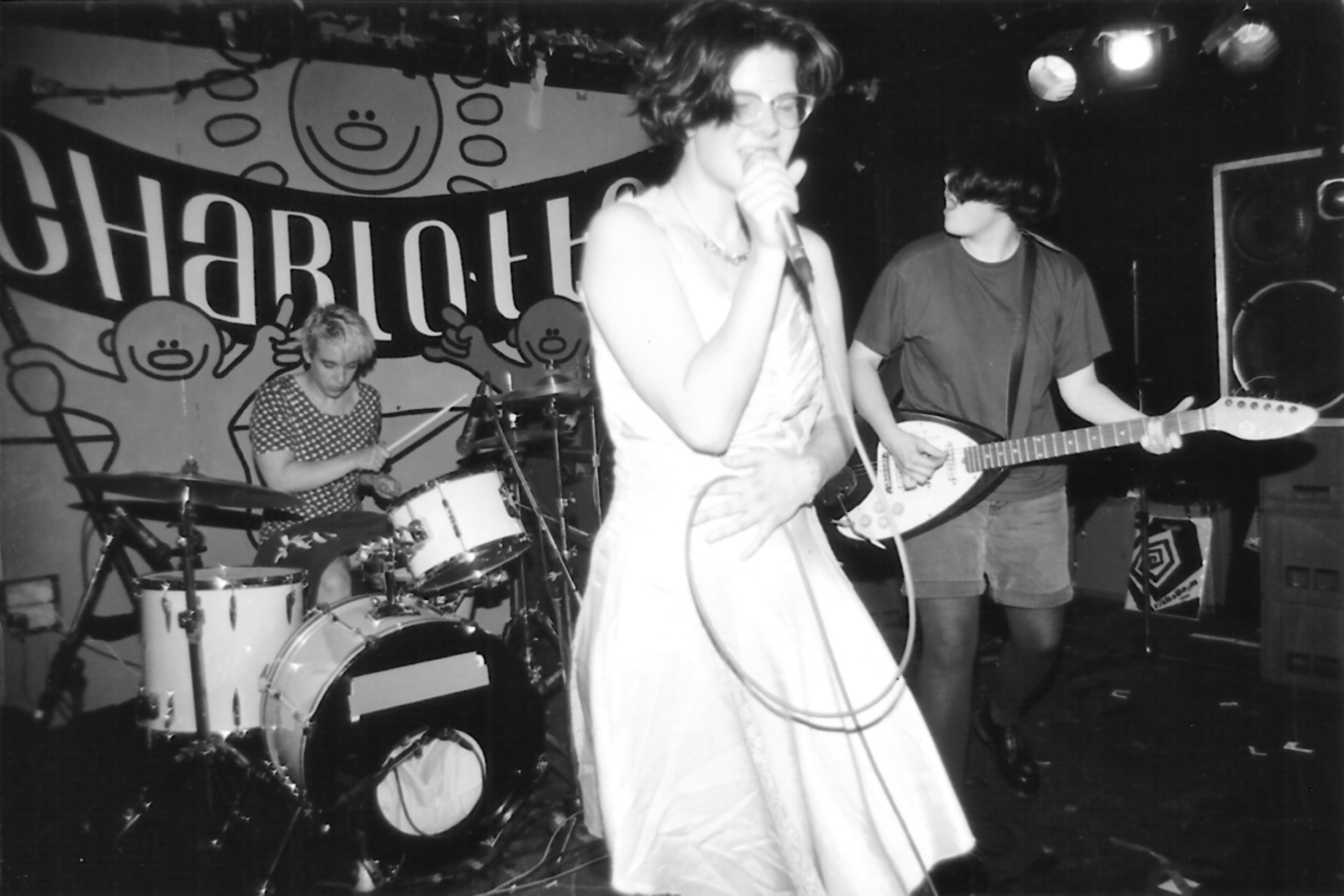
Bratmobile em Leicester, Inglaterra em 1994

Vindo de Eugene, Oregon, Bratmobile foi uma banda riot grrrl de primeira geração que se tornou a segunda voz fundadora mais proeminente do movimento riot grrrl. Em 1990, Allison Wolfe e Molly Neuman, estudantes da Universidade de Oregon, colaboraram no zine feminista Girl Germs com Jen Smith de Washington, DC, abordando o sexismo em suas cenas musicais locais.
Fomos muito encorajadas por pessoas como Tobi e Kathleen em Olympia e pensamos: "Ah, vamos fazer uma banda, vamos fazer rádio - queremos ter um programa de rádio só para garotas!"
Durante a primavera de 1991, Erin Smith, Christina Billotte (da Autoclave) e Jen Smith (sem parentesco com Erin) juntaram-se a Wolfe e Neuman na Bratmobile quando as duas se mudaram temporariamente para Washington, DC. Neuman e Erin Smith foram apresentadas anteriormente em um show da Nation of Ulysses em Washington, DC em dezembro de 1990 pelo amigo em comum Calvin Johnson da K Records. Jen Smith escreveu em uma carta para Wolfe: "Precisamos começar uma revolta feminina". Jen Smith propôs que elas colaborassem com membros do Bikini Kill em uma zine chamada Girl Riot. Quando Neuman começou a zine, ela mudou seu título para riot grrrl, criando um fórum de conexão para mulheres jovens na cena musical mais ampla e dando nome ao movimento.
Erin Smith, Jen Smith, Billotte, Wolfe e Neuman lançaram apenas uma fita juntos, intitulada Bratmobile DC. A partir daí, Bratmobile tornou-se um trio com Wolfe, Neuman e Erin Smith. Elas fizeram seu primeiro show juntos como Bratmobile em julho de 1991, com Neuman na bateria, Erin Smith na guitarra e Wolfe nos vocais.
Entre 1991 e 1994 Bratmobile lançou o álbum Pottymouth, o EP The Real Janelle no Kill Rock Stars e o EP The Peel Session. Bratmobile excursionou com Heavens to Betsy em 1992 e se separou em 1994. A exposição do Bikini Kill e depois do Bratmobile inspirou outros coletivos do riot grrrl a surgir em todo os EUA. Mulheres em outras cenas de música punk regional em toda a América do Norte foram encorajadas a formar suas próprias bandas e começar seus próprios zines.

### International Pop Underground Convention
De 20 a 25 de agosto de 1991, a K Records realizou um festival de música indie chamado International Pop Underground Convention. Um cartaz promocional dizia: 
À medida que o ogro corporativo expande sua influência rastejante nas mentes dos jovens industrializados, chegou a hora de os Rockers Internacionais do Mundo se reunirem para celebrar nossa grande independência. Hipsters descolados, new mod rockers, andarilhos das ruas, garotas dos sonhos montadas em scooters, punks, teds, os instigadores da Love Rock Explosion, os editores de todos os zines angry grrrl, os conspiradores de todas as formas de rebelião jovem, os bibliotecários do meio-oeste e os escoceses instrutores de esqui que vivem à noite, todos estarão aqui nos dias 20 e 25 de agosto de 1991.
Na primeira noite, o espaço majoritariamente feminino chamado "Love Rock Revolution Girl Style Now!", posteriormente apelidade de "Girl Night", deu um grande passo ao movimento. A noite foi organizada por Lois Maffeo do programa de rádio KAOS, DJ Michelle Noel (que mais tarde organizou o primeiro Yoyo A Go Go em 1994) e Margaret Doherty. A programação contou com o próprio Maffeo, Tobi Vail em performance solo, Christina Billotte também solo, Bratmobile, Heavens to Betsy, Nikki McClure, Jean Smith do Mecca Normal, 7 Year Bitch, Kicking Giant, Rose Melberg, Kreviss, I Scream Truck, the Spinanes e dois lados projetos de Kathleen Hanna: Suture, com Sharon Cheslow do Chalk Circle (primeira banda punk feminina de Washington D.C.) e Dug E. Bird do Beefeater; e The Wondertwins com Tim Green do Nation of Ulysses. Foi aqui que tantos zineiros que só se conheciam de ouvir falar, e-mails ou pelo telefone, finalmente se conheceram e foram reunidos por uma noite inteira de música dedicada às, para e por mulheres.
A convenção também contou com bandas como Bikini Kill, Nation of Ulysses, Unwound, L7, the Fastbacks, Shadowy Men on a Shadowy Planet, Girl Trouble, The Pastels, Seaweed, Scrawl, Jad Fair, Thee Headcoats, Steve Fisk, Tsunami, Fugazi , Sleepyhead, The Mummies e a artista de palavras faladas Juliana Luecking. Essa convenção demonstrou uma nova relação entre o público e os artistas, desmantelando a dinâmica de poder do passado, por exemplo, expressando raiva por pessoas que assediam as artistas do sexo feminino.

### O movimento riot grrrl britânico
À medida que a música e os zines de Bikini Kill se espalhavam pela Inglaterra em 1991-92, outras bandas se formaram e rapidamente abraçaram o riot grrrl. A Inglaterra já havia gerado bandas punk femininas ou lideradas por mulheres influentes como X-Ray Spex, The Slits e The Raincoats que levaram inspiração às novas gerações.
Huggy Bear se formou em 1991 em Brighton e Londres, se intitulando como "meninas/meninos revolucionários", em referência tanto à sua filosofia política quanto à composição de gênero da banda Seu EP de estreia foi lançado em 1992. No mesmo ano elas começaram a trabalhar em estreita colaboração com Bikini Kill quando a popularidade do riot grrrl atingiu o pico em ambos os lados do Atlântico. Isso culminou em um álbum dividido entre as duas bandas em 1993 através dos selos Catcall Records (Huggy Bear) e Kill Rock Stars (Bikini Kill) intitulado Our Troubled Youth/Yeah Yeah Yeah Yeah, com as bandas Huggy Bear e Bikini Kill em cada lado do disco. Huggy Bear recebeu ampla atenção nacional depois de apresentar seu terceiro single "Her Jazz" na série de TV The Word em 1993. O selo Kill Rock Stars foi fundado em Olympia por Slim Moon e Tinuviel Sampson, enquanto Catcall foi fundada por Liz Naylor, ex-escritora da zine punk de Manchester, City Fun. Naylor conheceu Kathy Wilcox do Bikini Kill por acaso enquanto elas estavam viajando pela Europa em 1991. Wilcox enviou algumas músicas para Naylor junto com as primeiras edições das zines riot grrrl e Jigsaw durante o período subsequente em que trocaram cartas.
O Skinned Teen foi formado em Londres em 1992 quando elas tinham cerca de 14 anos. A banda foi incluída no documentário da cineasta britânica Lucy Thane sobre a turnê de 1993 da Bikini Kill e Huggy Bear no Reino Unido, intitulado It Changed My Life: Bikini Kill In The U.K.; o filme também incluiu a banda The Raincoats e a banda queercore Sister George. Lucy Thane, moradora de Sheffield, já havia conhecido Ana da Silva do The Raincoats em um show do Hole depois que o Hole fez um cover de uma música do The Raincoats. Thane filmou Bikini Kill e Huggy Bear durante toda a turnê de 1993 usando filmes e equipamentos de vídeo emprestados. Naylor era gerente de turnê. O documentário It Changed My Life estreou em 1993 no The Kitchen em Nova York durante um programa de cinema com curadoria da cineasta Jill Reiter.
As zines do Reino Unido que escreveram sobre o riot grrrl na época incluíam Girlfrenzy e Ablaze!

### Declínio e desenvolvimentos posteriores
Na metade dos anos noventa, o riot grrrl havia se fragmentado severamente. Muitos dentro do movimento sentiram que a grande mídia havia deturpado completamente sua mensagem e que os aspectos politicamente radicais do riot grrrl haviam sido subvertidos pelas Spice Girls e sua mensagem de "poder feminino" ou cooptados por bandas ostensivamente centradas nas mulheres (embora às vezes com apenas uma artista feminina por banda) e festivais como Lilith Fair. Ondas posteriores de coletivos do riot grrrl abriram na América Latina, América do Norte, Ásia, Europa e Austrália até a década de 2010.
Das bandas originais do riot grrrl, Bratmobile, Heavens to Betsy e Huggy Bear se separaram em 1994. Excuse 17 e a maioria das bandas do Reino Unido se separaram em 1995. Bikini Kill e Emily's Sassy Lime (formados no sul da Califórnia em 1993) lançaram seu últimos registros em 1996. No entanto, o Team Dresch esteve ativo até 1998, o Gossip até 1999, e o Bratmobile foi reformado em 2000. Talvez o mais prolífico de todos, Sleater-Kinney, esteve ativo de 1994 a 2006, lançando sete álbuns. Corin Tucker (Heavens to Betsy) e Carrie Brownstein (Excuse 17) formaram o Sleater-Kinney em Olympia.
Muitas das mulheres envolvidas no riot grrrl ainda são ativas na criação de música politicamente engajada. Kathleen Hanna fundou o grupo eletro-feminista, pós-punk, "protesto-pop" Le Tigre e mais tarde o The Julie Ruin. Kathi Wilcox juntou-se ao Casual Dots com Christina Billotte do Slant 6. Tobi Vail formou o Spider and the Webs. Sleater-Kinney reformou a banda em 2014 após um hiato de 8 anos e lançou três álbuns desde então, enquanto Bratmobile se reuniu para lançar dois álbuns, antes de Allison Wolfe começar a cantar com as bandas femininas Cold Cold Hearts e Partyline. Molly Neuman tocou com a banda punk novaiorquina Love Or Perish e dirigiu seu próprio selo indie chamado Simple Social Graces Discos, além de ser sócia da Lookout! Records e manager das The Donnas, Ted Leo, Some Girls e Locust. Já Kaia Wilson, do Team Dresch e a artista multimídia Tammy Rae Carland fundaram a agora extinta Mr. Lady Records, que lançou álbuns de The Butchies, The Need, Kiki and Herb e Tracy + the Plastics. Bikini Kill fez uma série de shows em 2019.